# Kris Kross
Kris Kross war ein US-amerikanisches Rap-Duo, bestehend aus Chris „Mac Daddy“ Kelly (* 11. August 1978; † 1. Mai 2013 in Atlanta, Georgia) und Chris „Daddy Mac“ Smith (* 10. Januar 1979), die im Alter von 13 Jahren mit dem Song Jump einen internationalen Erfolg hatten. Markenzeichen von Kris Kross war es, die Kleidung falsch herum zu tragen.

## Biografie
Entdeckt wurde das Duo 1991 von Jermaine Dupri  im Einkaufszentrum Greenbriar Mall in Atlanta, Georgia. Beide waren zu diesem Zeitpunkt zwölf Jahre alt und weder Rapper noch Musiker. Ihr erstes Album Totally Krossed Out erschien 1992 und wurde mehr als vier Millionen Mal verkauft. Die erste ausgekoppelte Single Jump erreichte in den amerikanischen Billboard-Charts sowie in einer Reihe internationaler Charts die Spitzenposition. Durch den Erfolg weltweit bekannt geworden, begleitete Kris Kross noch im selben Jahr Michael Jackson auf dessen Europa-Tournee. Ein zweites Album erschien 1993 unter dem Titel Da Bomb, das ebenso wie das 1996 erschienene Young, Rich and Dangerous international kommerziell weniger erfolgreich war, aber in den USA immer noch Platin- bzw. Gold-Status erreichte.
1994 entdeckten Kris Kross Shawntae Harris alias Da Brat und stellten sie Jermaine Dupri vor.
Chris Kelly wurde bewusstlos in seinem Haus aufgefunden und starb zwei Tage später am 1. Mai 2013 im Krankenhaus. Als Todesursache wird Drogenmissbrauch vermutet.

## Diskografie

### Studioalben
| Jahr | Titel                     | Höchstplatzierung, Gesamtwochen, AuszeichnungChartplatzierungen (Jahr, Titel, Platzierungen, Wochen, Auszeichnungen, Anmerkungen) | Höchstplatzierung, Gesamtwochen, AuszeichnungChartplatzierungen (Jahr, Titel, Platzierungen, Wochen, Auszeichnungen, Anmerkungen) | Höchstplatzierung, Gesamtwochen, AuszeichnungChartplatzierungen (Jahr, Titel, Platzierungen, Wochen, Auszeichnungen, Anmerkungen) | Höchstplatzierung, Gesamtwochen, AuszeichnungChartplatzierungen (Jahr, Titel, Platzierungen, Wochen, Auszeichnungen, Anmerkungen) | Höchstplatzierung, Gesamtwochen, AuszeichnungChartplatzierungen (Jahr, Titel, Platzierungen, Wochen, Auszeichnungen, Anmerkungen) | Anmerkungen                          |
| Jahr | Titel                     | DE | AT | CH | UK | US | Anmerkungen                          |
| ---- | ------------------------- | --- | --- | --- | --- | --- | ------------------------------------ |
| 1992 | Totally Krossed Out       | DE14 (21 Wo.)DE | AT33 (4 Wo.)AT | CH16 (12 Wo.)CH | UK31 (8 Wo.)UK | US1 ×4Vierfachplatin · (65 Wo.)US                                                                                                 | Erstveröffentlichung: 31. März 1992  |
| 1993 | Da Bomb                   | DE85 (5 Wo.)DE | — | — | — | US13 Platin · (25 Wo.)US | Erstveröffentlichung: 3. August 1993 |
| 1996 | Young, Rich and Dangerous | — | — | — | — | US15 Gold · (22 Wo.)US | Erstveröffentlichung: 9. Januar 1996 |

### Kompilationen
- 1996: The Best of Kris Kross - Remixed - 92, 94, 96
- 1998: Gonna Make U Jump

### Singles
| Jahr | Titel Album                                      | Höchstplatzierung, Gesamtwochen, AuszeichnungChartplatzierungen (Jahr, Titel, Album, Platzierungen, Wochen, Auszeichnungen, Anmerkungen) | Höchstplatzierung, Gesamtwochen, AuszeichnungChartplatzierungen (Jahr, Titel, Album, Platzierungen, Wochen, Auszeichnungen, Anmerkungen) | Höchstplatzierung, Gesamtwochen, AuszeichnungChartplatzierungen (Jahr, Titel, Album, Platzierungen, Wochen, Auszeichnungen, Anmerkungen) | Höchstplatzierung, Gesamtwochen, AuszeichnungChartplatzierungen (Jahr, Titel, Album, Platzierungen, Wochen, Auszeichnungen, Anmerkungen) | Höchstplatzierung, Gesamtwochen, AuszeichnungChartplatzierungen (Jahr, Titel, Album, Platzierungen, Wochen, Auszeichnungen, Anmerkungen) | Anmerkungen                                         |
| Jahr | Titel Album                                      | DE | AT | CH | UK | US | Anmerkungen                                         |
| ---- | ------------------------------------------------ | --- | --- | --- | --- | --- | --------------------------------------------------- |
| 1992 | Jump Totally Krossed Out                         | DE2 (20 Wo.)DE | AT7 (12 Wo.)AT | CH1 (13 Wo.)CH | UK2 Silber · (8 Wo.)UK | US1 ×2Doppelplatin + Doppelplatin (Videosingle) · (21 Wo.)US                                                                             | Erstveröffentlichung: 6. Februar 1992               |
| 1992 | Warm It Up Totally Krossed Out                   | DE22 (9 Wo.)DE | — | CH34 (2 Wo.)CH | UK16 (6 Wo.)UK | US13 Gold · (20 Wo.)US | Erstveröffentlichung: 4. Juni 1992                  |
| 1992 | I Missed the Bus Totally Krossed Out             | — | — | — | UK57 (1 Wo.)UK | US63 (15 Wo.)US | Erstveröffentlichung: 3. September 1992             |
| 1993 | It’s a Shame Totally Krossed Out                 | — | — | — | UK31 (5 Wo.)UK | — | Erstveröffentlichung: 12. Januar 1993               |
| 1993 | Alright Da Bomb                                  | — | — | — | UK47 (2 Wo.)UK | US19 Gold · (19 Wo.)US | Erstveröffentlichung: 13. Juli 1993 feat. Super Cat |
| 1993 | I’m Real Da Bomb                                 | — | — | — | — | US84 (6 Wo.)US | Erstveröffentlichung: 5. Oktober 1993               |
| 1995 | Tonite’s tha Night Young, Rich & Dangerous       | — | — | CH48 (2 Wo.)CH | — | US12 Gold · (20 Wo.)US | Erstveröffentlichung: 21. November 1995             |
| 1996 | Live and Die for Hip Hop Young, Rich & Dangerous | — | — | — | — | US72 (10 Wo.)US | Erstveröffentlichung: 8. Februar 1996               |

## Auszeichnungen für Musikverkäufe
| Silberne Schallplatte - Frankreich - 1992: für die Single Jump Goldene Schallplatte - Neuseeland - 1992: für das Album Totally Krossed Out | Platin-Schallplatte - Australien - 1992: für die Single Jump - Neuseeland - 2023: für die Single Jump |

Anmerkung: Auszeichnungen in Ländern aus den Charttabellen bzw. Chartboxen sind in ebendiesen zu finden.
| Land/RegionAuszeichnungen für Musikverkäufe (Land/Region, Auszeichnungen, Verkäufe, Quellen) | Silber     | Gold     | Platin       | Verkäufe  | Quellen          |
| -------------------------------------------------------------------------------------------- | ---------- | -------- | ------------ | --------- | ---------------- |
| Australien (ARIA)                                                                            | —          | —        | Platin1      | 70.000    | aria.com.au      |
| Frankreich (SNEP)                                                                            | Silber1    | —        | —            | 125.000   | infodisc.fr      |
| Neuseeland (RMNZ)                                                                            | —          | Gold1    | Platin1      | 37.500    | radioscope.co.nz |
| Vereinigte Staaten (RIAA)                                                                    | —          | 4× Gold4 | 9× Platin9   | 9.100.000 | riaa.com         |
| Vereinigtes Königreich (BPI)                                                                 | Silber1    | —        | —            | 200.000   | bpi.co.uk        |
| Insgesamt                                                                                    | 2× Silber2 | 5× Gold5 | 11× Platin11 |           |                  |

## Videospiel
- 1992: Kris Kross: Make My Video